# NGC 7302
NGC 7302 (другие обозначения — IC 5228, PGC 69094, MCG -2-57-13) — галактика в созвездии Водолей.
Этот объект входит в число перечисленных в оригинальной редакции «Нового общего каталога».